# Масселшелл (округ)
Округ Масселшелл (англ. Musselshell County) располагается в штате Монтана, США. Официально образован в 1911 году. По состоянию на 2010 год, численность населения составляла 4 538 человек.

## География
По данным Бюро переписи США, общая площадь округа равняется 4 845,895 км2, из которых 4 838,125 км2 суша и 7,252 км2 или 0,100 % это водоёмы.

## Климат
Согласно системе классификации климатов Кёппена, в округе Масселшелл холодный полузасушливый климат, на климатических картах сокращённо обозначаемый аббревиатурой «BSk».

## Население
По данным переписи населения 2000 года в округе проживает 4 497 жителей в составе 1 878 домашних хозяйств и 1 235 семей. Плотность населения составляет 1,00 человек на км2. На территории округа насчитывается 2 317 жилых строений, при плотности застройки около 1,00-го строения на км2. Расовый состав населения: белые — 96,91 %, афроамериканцы — 0,07 %, коренные американцы (индейцы) — 1,27 %, азиаты — 0,16 %, гавайцы — 0,04 %, представители других рас — 0,38 %, представители двух или более рас — 1,18 %. Испаноязычные составляли 1,60 % населения независимо от расы.
В составе 27,20 % из общего числа домашних хозяйств проживают дети в возрасте до 18 лет, 55,60 % домашних хозяйств представляют собой супружеские пары проживающие вместе, 6,60 % домашних хозяйств представляют собой одиноких женщин без супруга, 34,20 % домашних хозяйств не имеют отношения к семьям, 30,10 % домашних хозяйств состоят из одного человека, 13,80 % домашних хозяйств состоят из престарелых (65 лет и старше), проживающих в одиночестве. Средний размер домашнего хозяйства составляет 2,33 человека, и средний размер семьи 2,91 человека.
Возрастной состав округа: 23,40 % моложе 18 лет, 5,70 % от 18 до 24, 24,00 % от 25 до 44, 29,40 % от 45 до 64 и 17,50 % от 65 и старше. Средний возраст жителя округа 43 лет. На каждые 100 женщин приходится 95,40 мужчин. На каждые 100 женщин старше 18 лет приходится 95,70 мужчин.
Средний доход на домохозяйство в округе составлял 25 527 USD, на семью — 32 298 USD. Среднестатистический заработок мужчины был 25 000 USD против 17 813 USD для женщины. Доход на душу населения составлял 15 389 USD. Около 13,00 % семей и 19,90 % общего населения находились ниже черты бедности, в том числе — 31,70 % молодежи (тех, кому ещё не исполнилось 18 лет) и 10,50 % тех, кому было уже больше 65 лет.